# Мордово-Добрино
Мордо́во-До́брино (рос. Мордово-Добрино) — село у складі Сєверного району Оренбурзької області, Росія.

## Населення
Населення — 208 осіб (2010; 261 у 2002).
Національний склад (станом на 2002 рік):
- мордва — 81 %